# Ekoselo
Ekoselo je ekonomski i ekološki održivo selo, koje je usklađeno po ekološkim kriterijima. To se prije svega odnosi na promet i na kuće koje su građene po energetskim normativima, koji su primjerice niskoenergetske kuće, pasivne kuće i regionalna energetske opskrba s obnovljivim izvorima energije i kogeneracijskih postrojenja.
Ekosela su djelomično i zajednice u kojima žive ljudi koji žele živjeti u skladu s određenim vrijednostima. 
Stanovnici ekosela imaju odredene ekološke, socijalne i duhovne vrijednosti. Najčešće ih stvaraju ljudi koji ne žele biti ovisni o sustavu centralizirane distribucijske mreže resursa i energije. 
Pokušavaju svojim stilom života spriječiti daljnje uništavanje okoliša i prekomjernu potrošnju fosilnih goriva.
Individualne zajednice često surađuju.

## Vanjske poveznice
- Globalna webstranica
- Ecovillage Directory  Arhivirana inačica izvorne stranice od 22. veljače 2014. (Wayback Machine) – popis ekosela   Arhivirana inačica izvorne stranice od 8. rujna 2011. (Wayback Machine)
- Popis europskih ekosela
- Living Together: Sustainable Community Development
- The Ecovillage Model
- Permaculture Magazine – incorporating Global Ecovillage Network News.
- Intentional Community and Ecovillage Database